# 阿爾夫伍德 (明尼蘇達州)
阿爾夫伍德（英語：Alvwood）是位於美國明尼蘇達州艾塔斯卡縣阿爾夫伍德鎮區的一個非建制地區。

## 地理
阿爾夫伍德所處的海拔為高於海平面421米（即1381英呎），而該地所採用的時區為UTC-6，即北美中部時區（CST）。同時該地設有夏令時間，為UTC-6調快一小時，即UTC-5（CDT）。